# 勒梅尼勒勒鲁瓦
勒梅尼勒勒鲁瓦（法語：Le Mesnil-le-Roi，法語發音：[lə menil lə ʁwa] ⓘ）是法国伊夫林省的一个市镇，属于圣日耳曼昂莱区。

## 地理
勒梅尼勒勒鲁瓦（48°55'41"N, 2°7'21"E）面积3.25 平方千米，位于法国法蘭西島大區伊夫林省，该省份为法国北部内陆省份，北起瓦兹河谷省，西接厄尔省，西南接厄尔-卢瓦省，东南接埃松省，东临上塞纳省。
与勒梅尼勒勒鲁瓦接壤的市镇（或旧市镇、城区）包括：迈松拉菲特、蒙泰松、勒佩克、圣日耳曼昂莱、薩特魯維爾。
勒梅尼勒勒鲁瓦的时区为UTC+01:00、UTC+02:00（夏令时）。

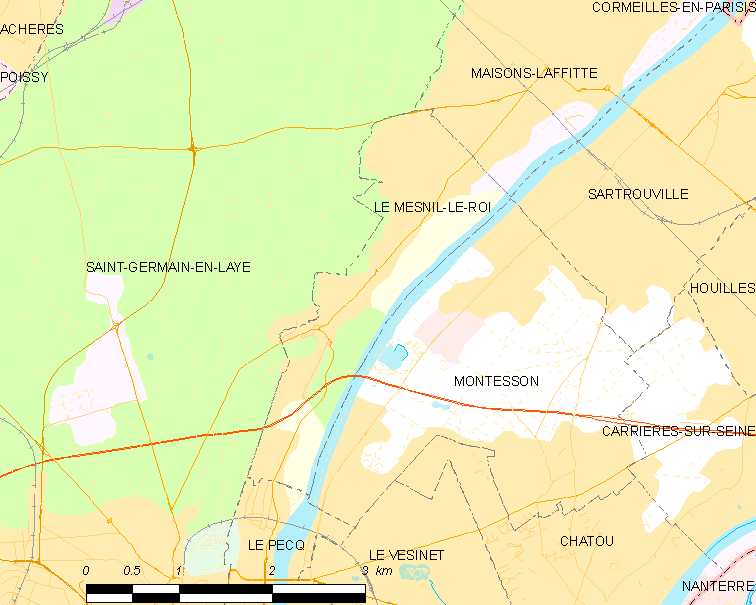
勒梅尼勒勒鲁瓦的OSM定位图

## 行政
勒梅尼勒勒鲁瓦的邮政编码为78600，INSEE市镇编码为78396。

## 政治
勒梅尼勒勒鲁瓦所属的省级选区为萨特鲁维尔县。

## 人口

1962-2008年间勒梅尼勒勒鲁瓦人口变化图示

勒梅尼勒勒鲁瓦于2022年1月1日时的人口数量为6340人。